# Palaeomolis tristis
Palaeomolis tristis là một loài bướm đêm thuộc phân họ Arctiinae, họ Erebidae.